# Trần Thành công
Trần Thành công (chữ Hán: 陳成公; trị vì: 598 TCN-569 TCN), tên thật là Quy Ngọ (媯午), là vị vua thứ 21 của nước Trần – chư hầu nhà Chu trong lịch sử Trung Quốc.

## Giữa Tấn và Sở
Trần Thành công là con của Trần Linh công – vua thứ 19 nước Trần. Năm 599 TCN, Linh công bị Hạ Trưng Thư giết chết và giành ngôi. Quy Ngọ bỏ chạy sang nước Tấn.
Sở Trang vương bèn mang quân sang đánh, bắt giết Trưng Thư. Sở Trang vương định lập nước Trần thành một huyện của nước Sở, nhưng sau đó nghe Thân Thúc Thời can ngăn nên thôi, đón thế tử Ngọ về lập lên ngôi, tức là Trần Thành công. Hai đại phu Khổng Ninh và Nghi Hàng Phủ được trở về chức vụ cũ.
Năm 597 TCN, Tống Văn công mang quân đánh Trần, vì Trần theo Sở. Vệ Mục công dù đã cùng thề với nước Tống, vẫn mang quân cứu Trần. Quân Tống phải rút lui.
Nước Trần thần phục nước Sở. Sau khi Sở Trang vương mất, năm 570 TCN, Trần Thành công lại bỏ không thần phục nước Sở, ngả theo nước Tấn. Năm 569 TCN, Sở Cung vương mang quân đánh Trần.
Giữa lúc đang chiến sự thì Trần Thành công qua đời. Ông ở ngôi được 30 năm. Vì nước Trần có tang, Sở Cung vương bèn bãi binh rút quân về nước. Con Thành công là Quy Nhược lên nối ngôi, tức là Trần Ai công.